# John S. Johnson
John S. Johnson (Suècia, 11 de maig de 1871 - 1934) fou un ciclista i patinador estatunidenc.
El 1892, en una cursa a Independence, Iowa, va ser el primer ciclista en córrer la milla en bicicleta en menys de dos minuts.  A més de córrer en pista també va competir en carretera. Johnson també va aconseguir un rècord mundial de patinatge de velocitat i va guanyar medalles al campionat mundial en ambdós esports. El 1896 va guanyar dues medalles als primers Campionats del Món en pista. Com a ciclista va córrer en equips patrocinats pels fabricants de bicicletes EC Stearns Bicycle Agency de Syracuse i Schwinn Bicycle Co. de Chicago. Es va retirar del ciclisme competitiu l'any 1900. Va morir el 17 de gener de 1934 a Minneapolis.
El 1960 fou inclòs al Speed Skaters Hall of Fame i el 2003 al U.S. Bicycling Hall of Fame.